# Ярохівка
Яро́хівка —  село в Україні, у Диканській селищній громаді Полтавського району Полтавської області. Населення становить 72 осіб. До 2020 орган місцевого самоврядування — Орданівська сільська рада.

## Географія
Село Ярохівка знаходиться за 1,5 км від правого берега річки Середня Говтва, примикає до села Орданівка.

## Історія
12 червня 2020 року, відповідно до розпорядження Кабінету Міністрів України № 721-р «Про визначення адміністративних центрів та затвердження територій територіальних громад Полтавської області», село увійшло до складу Диканської селищної громади.
19 липня 2020 року, в результаті адміністративно - територіальної реформи та ліквідації Диканського району, село увійшло до складу новоутвореного Полтавського району.